# Habitatge a la plaça Major, 2 (Sant Feliu Sasserra)
L'Habitatge a la plaça Major, 2 és una casa de Sant Feliu Sasserra (Bages) protegida com a Bé Cultural d'Interès Local.

## Descripció
Edifici entre mitgeres situat a la Plaça Major. Es tracta d'una construcció de tres altures, planta baixa, primer pis i golfes. És un habitatge molt estret, reflectint així la forma de la parcel·la. El parament de la façana és de maçoneria i l'obertura del primer pis es troba emmarcada per grans carreus de pedra. La planta baixa ha estat molt remodelada. Conserva, en la seva part esquerra, una antiga teiera de ferro d'enllumenat públic.